# Centrala electrică Drax

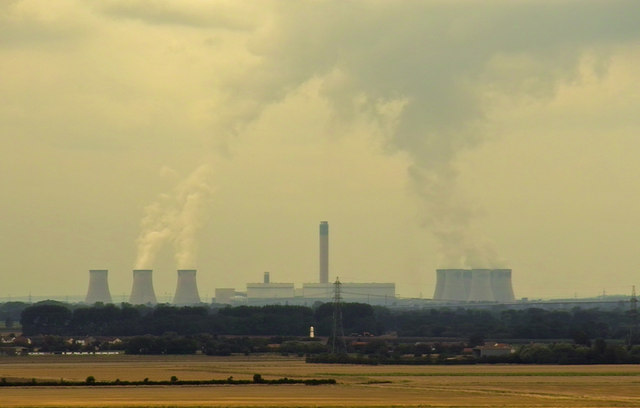
Centrala electrică Drax

Centrala electrică Drax este o termocentrală pe cărbuni din North Yorkshire, Anglia, capabilă să ardă și biomasă sau cocs de petrol. Este situată în apropiere de râul Ouse, între Selby și Goole iar numele centralei provine de la satul din apropiere, Drax. Centrala are o capacitate instalată de 3.960 MW, fiind cea mai mare termocentrală din Europa Occidentală și din Regatul Unit, producând aproximativ 7% din totalul de energie electrică a Regatului Unit.
Inaugurată în 1974 și extinsă la mijlocul anilor 1980 centrala a fost inițial operată de Central Electricity Generating Board dar de la privatizarea din 1990 și-a schimbat deținătorul de câteva ori iar în prezent este deținută de Drax Group. Finalizată în 1986, este cea mai recent construită termocentrală pe cărbuni din Anglia și, prin implementarea unor tehnologii precum desulfurarea gazelor de ardere, este și una dintre cele mai curate și eficiente termocentrale din Regatul Unit. Totuși, datorită dimensiunilor foarte mari, este cel mai mare emițător de dioxid de carbon din Anglia. Într-o incercare de a reduce emisiile, termocentrala arde în prezent și biomasă și trece printr-o etapa de modernizare a turbinelor. De asemenea, există planuri de a construi o centrală care să funcționeze numai pe bază de biomasă, cunoscută drept Drax Ouse Renewable Energy Plant.